# Бистрицька Елла Володимирівна
Елла Володимирівна Бистрицька (нар. 19 серпня 1959, м. Тернопіль, нині Україна) — український релігієзнавець, історик, педагог. Доктор історичних наук (2009), доцент (1994), професор (2011). Член Наукового товариства імені Шевченка (2015).

## Життєпис
Елла Бистрицька народилася 19 серпня 1959 року у місті Тернополі.
Закінчила Тернопільську середню школу № 6, (нині загальноосвітня школа № 6 імені Назарія Яремчука), історичний факультет Київського державного педагогічного інституту імені М. Горького (1982, нині Національний педагогічний університет імені М. П. Драгоманова). Проходила стажування і підвищення кваліфікації в Україні та за її межами.
Від 1987 року працює в Тернопільському національному педагогічному університеті імені Володимира Гнатюка: доцентка (1994) та професорка (2011) катедри культурології, завідувачка катедри всесвітньої історії та релігієзнавства (від 2018).

## Наукова діяльність
У 1990 р. захистила кандидатську дисертацію у спеціалізованій вченій раді Київського державного університету ім. Т. Г. Шевченка.
25 грудня 2009 р. захистила дисертацію на тему «Східна політика Ватикану в контексті відносин Святого Престолу з Росією і СРСР (1687 — 1964 рр.)» на здобуття ступеня доктора історичних наук зі спеціальності релігієзнавство у спеціалізованій Вченій раді Д 26.161.03 Інституту філософії імені Г. С. Сковороди НАН України.
Авторка близько 200 наукових і науково-методичних праць з релігієзнавства, вітчизняної та всесвітньої історії, зокрема наукова монографія, фахові статті, доповіді і тези конференцій, навчальні, навчально-методичні програми і посібники для вузу тощо.
Засновниця наукової школи дослідження проблем історії Церкви в Україні при Тернопільському національному університеті. Під її керівництвом захищено кандидатські дисертації, працюють над дисертаційними проектами аспіранти, здобувачі та магістранти.
Член спеціалізованих вчених рад із захисту докторських і кандидатських дисертацій у Київському національному педагогічному університеті імені М. П. Драгоманова (2010—2013) та Тернопільського національного педагогічного університету імені Володимира Гнатюка.
У межах наукових проєктів проведено міжнародні та всеукраїнські науково-практичні конференції (2014, 2015, 2016, 2017, 2018), що відображено в опублікованих збірниках.
Учасниця міжнародних наукових проєктів з вивчення релігієзнавчих процесів в Україні та світі: Міжнародної асоціації історії релігії (International Association for the History of Religions IAHR), Координаційної ради країн СНД і Балтії з питань практичного і теоретичного релігієзнавства, Культурного центру Sinan Pasha (Стамбул, Турецька Республіка), Стамбульського фонду науки і культури (Стамбул, Турецька Республіка). Брала участь у наукових конференціях у США, Італії, Бельгії, Польщі, Білорусі, Туреччині.
Член редакційної колегії фахових збірників «Українське релігієзнавство» (2015 — 2018 рр.) та «Наукові записки Тернопільського національного педагогічного університету ім. В. Гнатюка. Серія: Історія», редактор інших наукових збірників.
Член Ради правління Української асоціації релігієзнавців і заступником керівника Тернопільського осередку УАР. З 2002 р. очолює історичну комісію Тернопільського осередку Наукового товариства ім. Шевченка. Головна редакторка восьмого тому Збірника праць «Музеї Тернопільщини» (2013) та редакторкою одинадцятого тому — «Архіви Тернопільщини» (2017).
Експерт-релігієзнавиця при комісіях місцевих органів самоврядування.
Праці
- Східна політика Ватикану у контексті відносин святого Престолу з Росією та СРСР (1878—1964 рр.; 2009)[2],
- Історія релігії: Збірник документів і матеріалів (2003)[3].

## Відзнаки
- Почесна грамота Міністерства освіти і науки України (2018),
- Грамота Тернопільської обласної державної адміністрації (2015, 2018),
- Подяка Тернопільсько-Зборівської єпархії УГКЦ (2018).